# 洮南香酒
洮南香酒简称洮南香，是吉林洮南出产的一种白酒，
源于光绪末年科右中旗图什业图亲王于当地开设的裕农酒局之分号“东海涌”烧锅，后几番转手。1946年初当地易手后，当局接管了烧锅，改名“公集泉烧锅”后与其他几家烧锅合并，成立国营洮南制酒厂，后数度扩建、改制、易名，酒厂原产普通白酒，1960年开始以传统技艺研制洮南香，推出后因受欢迎和多次获奖，取代了以前所有产品。产品入选中国地理标志产品和中国驰名商标。洮南香酒乃以红高粱为主料，以大曲为糖化发酵剂，经清蒸混烧、量质摘酒、分级贮存等老五甑传统酿造工艺酿成的浓香型白酒。